# NGC 3635
NGC 3635 este o intermediate spiral galaxy⁠(d) situată în constelația Cupa. A fost descoperită în 24 ianuarie 1887 de către Francis Leavenworth. Se află la o distanță de 96,38 de megaparseci de Pământ.